# Лесток (графский род)
Лесток — дворянский и графский род.
Потомство лейб-медика императрицы Елизаветы Германа Лестока, возведённого в 1744 г. в графское достоинство Св. Римской империи; на принятие этого титула в России в том же году последовало Высочайшее разрешение.
Род пресекся.